# الجمعية الوطنية للزراعة المستدامة

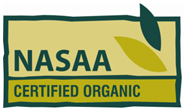

الجمعية الوطنية للزراعة المستدامة ، أستراليا (NASAA) هي منظمة اعتماد استرالية وعالمية للمواد العضوية ، وجمعية تجارية، تقع في ستيرلينغ، جنوب أستراليا.

## خلفية
تأسست في عام 1986، والجمعية الوطنية للزراعة المستدامة، في أستراليا (NASAA) هي جمعية ذات عضوية غير ربحية، ميثاقها «دعم تعليم الممارسات الزراعية العضوية و الحركية الحيوية والمستدامة للمتخصصين بالصناعة والمستهلكين». يغطي نطاق معايير الجمعية الوطنية للزراعة المستدامة سلسلة التوريد العضوية ، بما في ذلك الشركات المصنعة والمنتجين ومجهزي السلع وعمليات البيع بالجملة والتجزئة. كانت NASAA هي أول كيان اعتماد للمواد العضوية في أستراليا، وكانت أيضًا واحدة من أوائل جهات الاعتماد في العالم التي تم اعتمادها من قبل الاتحاد الدولي لحركات الزراعة العضوية (IFOAM). وهو يشهد عمليات الإنتاج و التجهيز في عشرة بلدان على مستوى العالم ، بما في ذلك أستراليا وإندونيسيا وماليزيا ونيبال وبابوا غينيا الجديدة وساموا وسنغافورة وجزر سليمان وسريلانكا والولايات المتحدة الأمريكية.
1. 1 2  "NASAA". www.nasaa.com.au (بالإنجليزية البريطانية). Archived from the original on 2019-03-05. Retrieved 2018-09-13.
2. ↑  "News in 02/2015 | IFOAM". www.ifoam.bio (بالإنجليزية البريطانية). Archived from the original on 2016-04-06. Retrieved 2018-09-13.
3. ↑  "IFOAM Accredited Certification Bodies | IFOAM". www.ifoam.bio (بالإنجليزية البريطانية). Archived from the original on 2018-03-07. Retrieved 2018-09-13.